# Симеони, Сара
Са́ра Симео́ни (итал. Sara Simeoni) — итальянская прыгунья в высоту. Экс-рекордсменка мира в этом виде программы с 1978 по 1984 годы. Олимпийская чемпионка 1980 года. На Олимпийских играх 1976 и 1984 годов становилась серебряным призёром, на Олимпиаде в Мюнхене (1972) заняла 6 место. Пятикратный победитель и двукратный призёр чемпионатов Европы. В 1975 и 1979 годах была победительницей Средиземноморских игр. Двукратная чемпионка Универсиады в 1977 и 1981 годах.
На протяжении 29 лет владела рекордом Италии. 25 раз выигрывала национальное первенство в прыжках в высоту и в пятиборье.